# Chinesische Nelke
Die Chinesische Nelke (Dianthus chinensis) ist eine Pflanzenart aus der Gattung der Nelken (Dianthus) innerhalb der Familie der Nelkengewächse (Caryophyllaceae). Sie stammt aus dem nördlichen China, Korea, der Mongolei und dem südöstlichen Russland. Gartenformen (Dianthus-chinensis-Hybriden) sind auch unter den Namen Kaisernelke, Heddewigsnelke oder Chinesernelke bekannt.

## Beschreibung

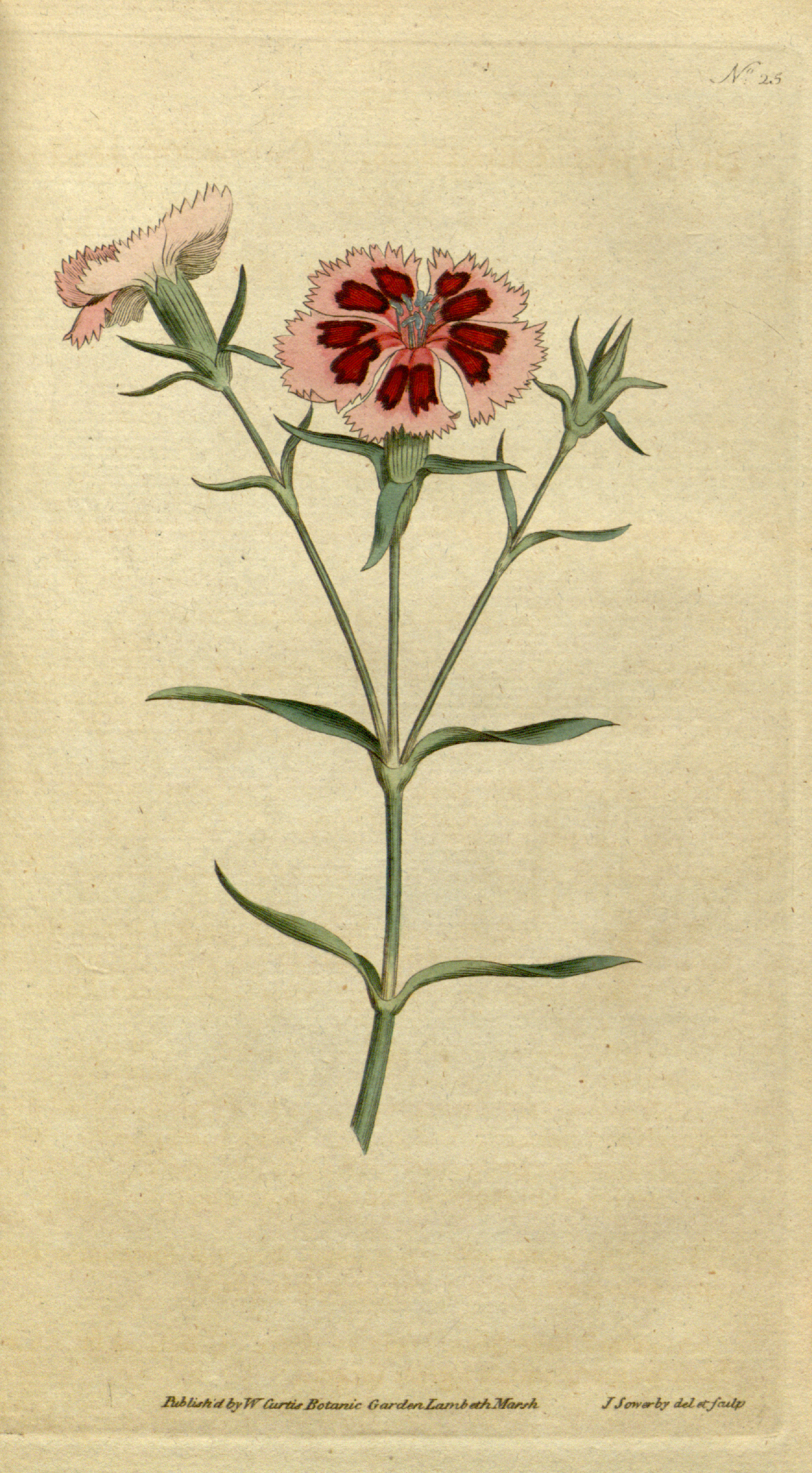
Illustration aus The Botanical Magazine, Volume 1, 1787, Tafel 25

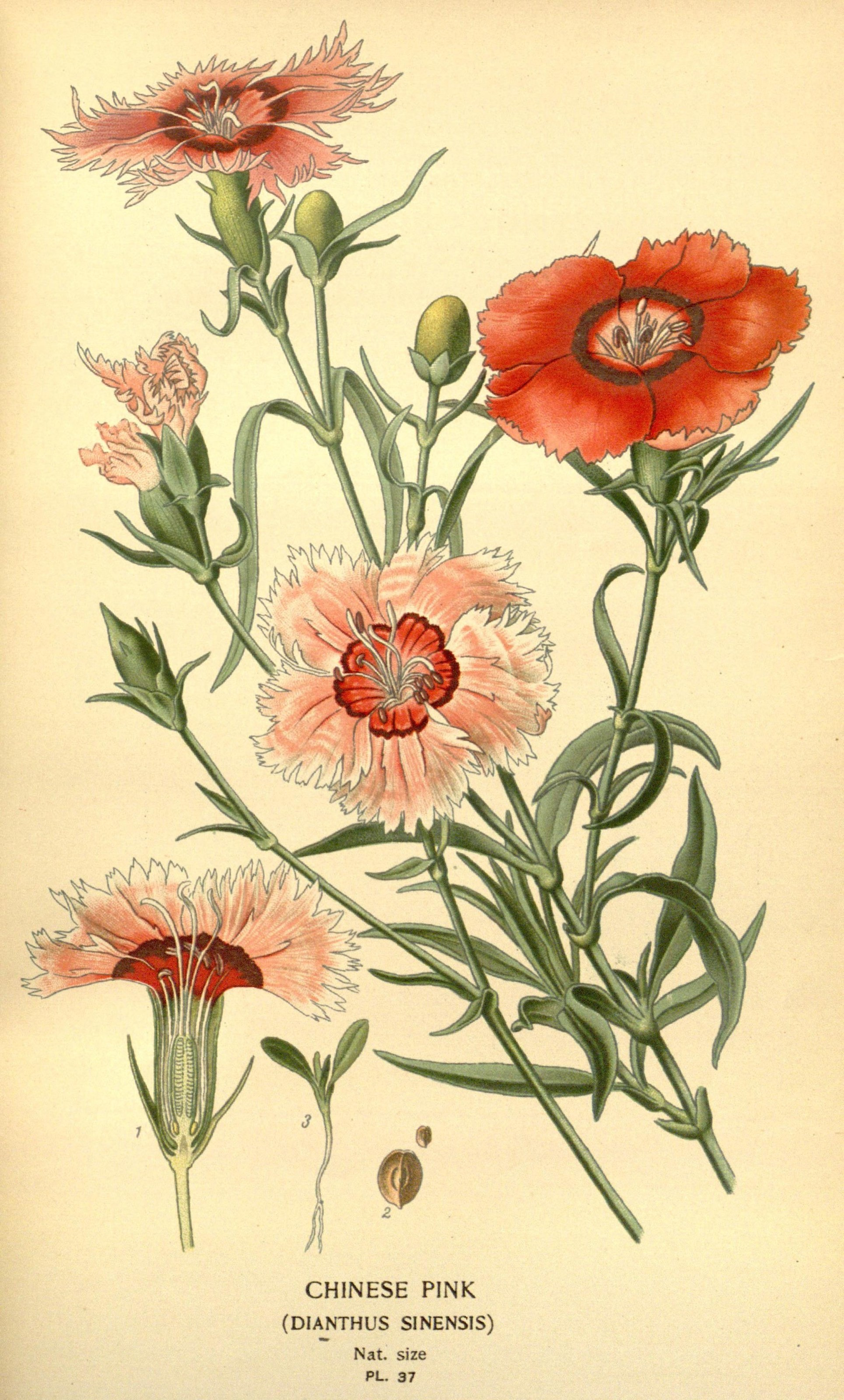
Illustration aus Favourite flowers of garden and greenhouse, Tafel 37

### Vegetative Merkmale
Bei der Chinesischen Nelke handelt es sich um eine ausdauernde krautige Pflanze, die Wuchshöhen von 30 bis 50, auch bis 60 Zentimetern erreicht. Mehrere verzweigte Stängel bilden einen lockeren  Horst.
Die gegenständig angeordneten Laubblätter sind grün bis grau, schmal, 3 bis 5 Zentimeter lang und 2 bis 4 Millimeter breit. Die grundständigen Laubblätter sind zur Blütezeit meist schon verwelkt, es verbleiben die Blätter am Stängel.

### Generative Merkmale
Die Blütezeit reicht in China von Mai bis Juni. bei kultivierten Pflanzen auch bis September. Die Blüten stehen häufig zu zweit beisammen, als Zierpflanzen ausgelesene Sorten bringen bis zu 15 Blüten in einem zymösen Blütenstand hervor. Unterhalb der Blüte stehen vier Hochblätter (Außenkelch), die bis zur Hälfte des Kelchs reichen; sie sind bewimpert und enden spitz ausgezogen.
Die zwittrige Blüte ist radiärsymmetrisch mit doppelter Blütenhülle. Der Kelch formt eine 1,5 bis 2,5 Zentimeter lange zylindrische Röhre. Die Krone ist 3 bis 4 Zentimeter im Durchmesser und ist am Rand gezähnt. Die Farbe der Kronblätter reicht von weiß über rosafarben bis dunkelrot, die Mitte ist häufig dunkler gezeichnet.
Die Kapselfrucht wird von den Kelchblättern umschlossen und öffnet sich mit vier Zähnen. Die schwarzen Samen sind abgeplattet-rundlich.
Die Chromosomenzahl beträgt 2n = 30.

## Vorkommen
Die Chinesische Nelke besitzt ein großes Verbreitungsgebiet in Ostasien, das nicht nur China, sondern auch Sibirien, Korea und Russlands Fernen Osten umfasst, nach Nordwesten kommt sie noch in der Mongolei und in Kasachstan vor. Die Flora of China zählt auch Europa zum Verbreitungsgebiet.
Die Standorte umfassen Grasland ebenso wie lichte Wälder.

## Verwendung

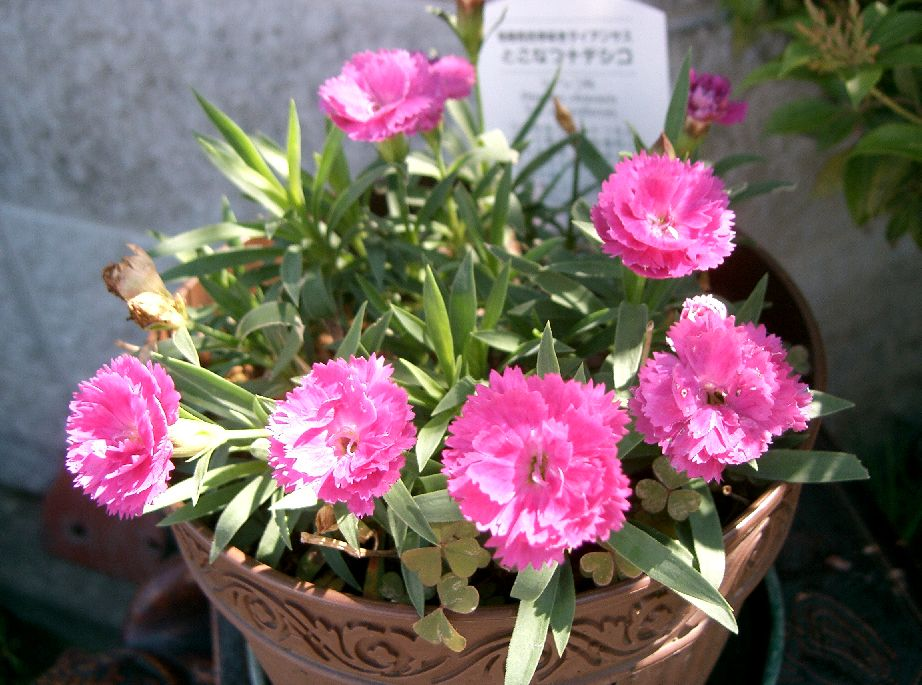
Leicht gefüllte Sorte „Dianthus chinensis var. senperflorens“

Dianthus chinensis wird im Garten häufig als Zierpflanze angepflanzt. Sowohl in China als auch anderswo in den gemäßigten Gebieten wurden zahlreiche Sorten selektiert. Sie werden meist als einjährige oder zweijährige Pflanze behandelt.
In der Flora of China wird Dianthus chinensis chinesisch 石竹, Pinyin shi zhu genannt und eine Verwendung zu medizinischen Zwecken erwähnt.